# بيفير فولز
بيفير فولز (بالإنجليزية: Beaver Falls, Pennsylvania)‏ هي مدينة تقع في مقاطعة بيفر (بنسيلفانيا) بولاية بنسيلفانيا في الولايات المتحدة. تبلغ مساحة هذه المدينة 6 (كم²)، بلغ عدد سكانها 8987 نسمة في عام 2010 حسب إحصاء مكتب تعداد الولايات المتحدة.

## الموقع الجغرافي
الموقع الجغرافي للمناطق المحيطة بهذه النقطة هو كالتالي:

## أعلام
- جيم جيل
- غلين دينيسون
- توماس ميدغلي
- لويس روزنبرغ
- لانس جيتر
- روبرت بارك
- كلايتون هاميلتون

## وصلات خارجية
- The US50 - Cities and Towns in Pennsylvania State

قالب:مدن بنسيلفانيا